# Hypsiboas multifasciatus
Hypsiboas multifasciatus är en groddjursart som först beskrevs av Günther 1859.  Hypsiboas multifasciatus ingår i släktet Hypsiboas och familjen lövgrodor. IUCN kategoriserar arten globalt som livskraftig. Inga underarter finns listade i Catalogue of Life.